# Jókay Lajos (földbirtokos)
Jókay Lajos (Révkomárom, 1814 körül – Komárom, 1895. december 28.) földbirtokos.

## Életútja
Révkomáromi származású volt; molnár mesterségre tanították szülei; be is vált a mestersége, mert Radványon dunai malmaival oly szép vagyont gyűjtött, hogy abból csakhamar egy jókora birtokot vásárolhatott. A molnárból lett új földesúr ezután elfordult attól a mesterségtől, mely őt úrrá tette. Cifra kastélyt építtetett, négyesfogaton járt; a megyében köztisztelet környezte és különösen az 1860-as években nagy szerepet játszott a vármegye társadalmi életében, több évig a megyei bizottságnak tagja volt. Jókai Mór névrokona sikereitől felbuzdulva, ő is költőnek hitte magát és nyakra-főre írta a vadnál-vadabb verseket; melyek leginkább a vidéki lapokban jelentek meg. A Burg-színház tanulmányozása végett fölrándult Bécsbe és azon színház művésznőjéhez Wolter asszonyhoz verset írt, melyet el is küldött az illetőnek rozsaszín papírra írva, szép virágcsokor kíséretében. Később vágya a parlament felé vonzotta, föllépett az udvardi kerületben követjelöltként és annyit költött, hogy mint mondják «Madaron még az ökrök is bort ittak». Ezalatt birtokát elhanyagolta; csakhamar jöttek a perek; ő versben replikázott; ez azonban nem lágyította meg a bírák szívét; minden héten elmakacsolták és ezek után jött a végrehajtó. Eladták mindenét; azután beköltözött Komáromba. Mint törődött aggastyán járkált Komárom utcáin. Könyöradományért folyamodott a megyéhez, hivatkozván atyja érdemeire, aki ezer forinttal járult a megyeház építéséhez. Végre könyörületből betették őt a Szent Anna ispotályba. Onnan is kijárt mindennap a kávéházba, végigolvasott minden újságot, teleírkálta a lapok széleit, meg a márványasztalokat verseivel. Meghalt 1895. december 28-án Komáromban, 81 éves korában.
Kiadta 1875-ben a Komárom című hetilapot, melyet maga szerkesztett és gazdászati novellával nyitotta meg azt programm gyanánt; január 24-től április 25-ig 13 száma jelent meg; aztán pártoláshiány miatt megszűnt.